# Lolá
Lolá è un comune (corregimiento) della Repubblica di Panama situato nel distretto di Las Palmas, provincia di Veraguas. Si estende su una superficie di 41,1 km² e conta una popolazione di 946 abitanti (censimento 2010).